# Diskmedel

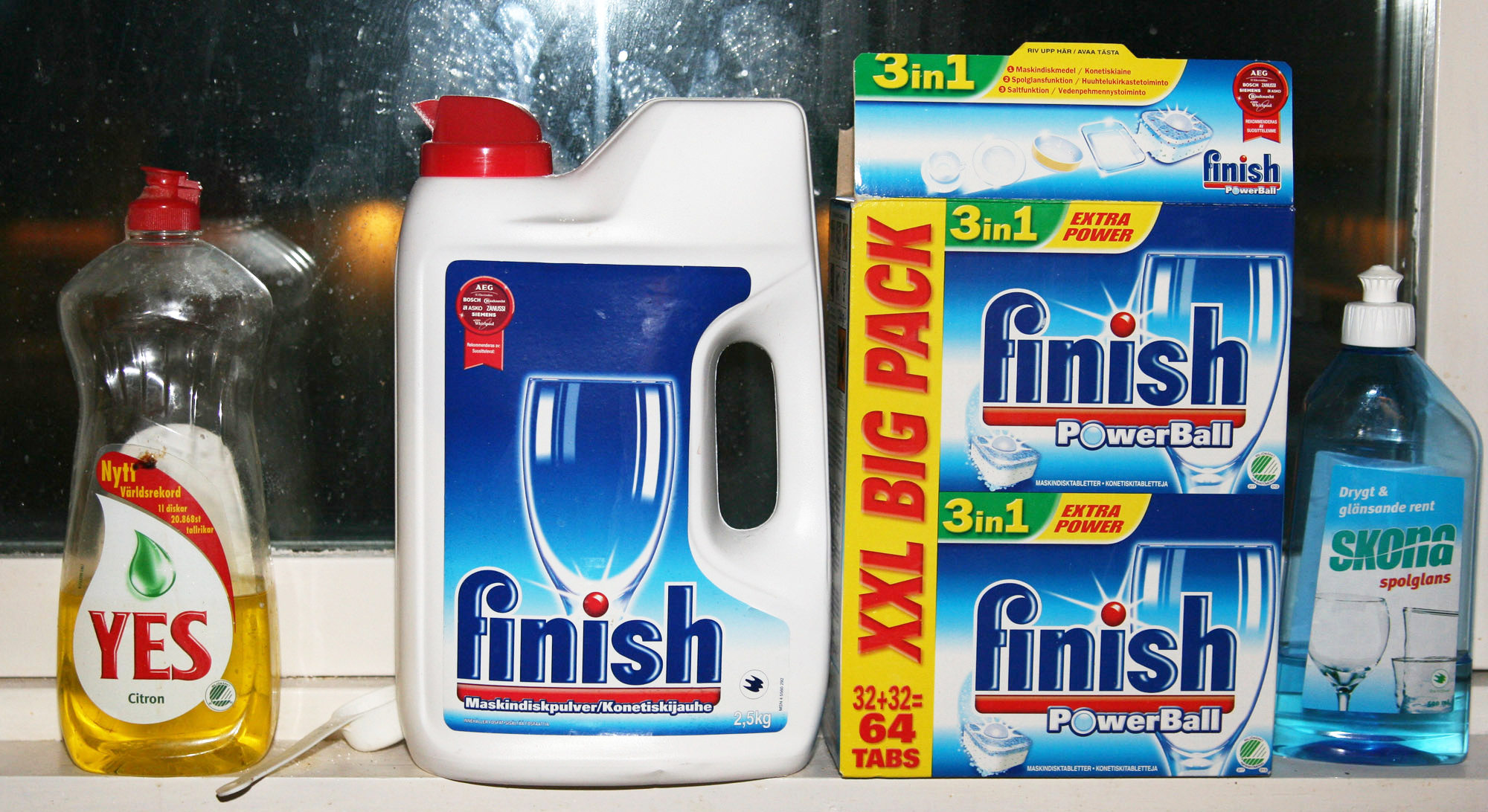
Olika diskmedel.

Diskmedel, ett rengöringsmedel som används vid handdisk eller disk i diskmaskin (även kallat maskindiskmedel).

## Historia
Ordet diskmedel finns belagt i svenska språket sedan 1915. Fram till mitten av 1940-talet användes olika tvålar, såpa, soda och aggressiva diskpulver som man fick lösa upp i varmvatten. Det första flytande syntetiska diskmedlet ska ha uppfunnits i USA någon gång mellan 1930 och 1940. I Europa började utvecklingen och tillverkningen under 1940-talet.

### Sverige
Forskningsingenjör Sören Brundin hade egentligen målet att ta fram ett vätmedel för textilindustrin, men kostnaderna medförde att han gav upp planerna. Eftersom medlet löste upp fett började han istället utforska om det gick att utveckla ett flytande syntetiskt diskmedel. Trots svårigheter efter andra världskriget med brist på vissa varor och dålig hjälp utifrån lyckades han lansera det första flytande syntetiska diskmedlet i Sverige, Clin, 1947. Förpackningen var under flera år ett stort bekymmer. I början tappades diskmedlet på begagnade spritflaskor i glas och även plåtburkar avsedda för öl testades. Hans far, som drev en firma sedan tidigare, hjälpte till med marknadsföringen och distributionen. 1952 blev Clin ett aktiebolag i centrala Gävle för att sedan flytta till Hille i norra Gävle. När konkurrensen hårdnade köpte tyska Henkel marknadsandelar i företaget som senare lades ner i Sverige, men vars varumärke har levt vidare i andra länder.

## Användning och funktion
Genom att det är lösligt i såväl vatten som fett, har det en förmåga att avlägsna fett och organiska ämnen från till exempel en tallrik, och få den förorening man önskar ta bort att lösa sig i vattnet tillsammans med diskmedlet. Diskmedlet sänker också ytspänningen, vilket gör det lättare för vattnet att komma åt inne i och runt den förorening man vill avlägsna. Den låga ytspänningen gör dessutom att diskvattnet rinner av disken fortare i diskstället. De flesta föredrar dock att skölja disken med helt rent vatten för att få bort alla tvålrester som eventuellt skulle kunna påverka smaken hos födoämnen som kommer i kontakt med det diskade objektet.

## Exempel på diskmedelsmärken
- Yes
- Grumme
- Clin
- Skona